# Maxim Harezki

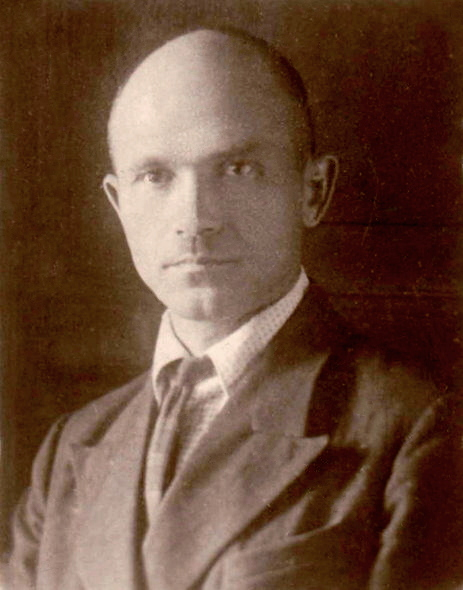
Maxim Harezki (1937)

Maxim Harezki (auch Maksim Harezki, belarussisch Максім Іванавіч Гарэцкі, * 18. Februar 1893 in Malaja Bahazkauka, Russisches Kaiserreich; † 10. Februar 1938 in Wjasma, Russische Sozialistische Föderative Sowjetrepublik (RSFSR), Sowjetunion) war ein belarussischer Schriftsteller.

## Leben
Maxim Harezki entstammte einer Bauernfamilie aus dem Dorf Malaja Bahazkauka, nordöstlich von Mahiljoŭ. Er besuchte die landwirtschaftliche Fachschule in Horki, an der er 1913 das Examen als Feldmesser ablegte. Seit 1912 war er Mitarbeiter der Zeitung Nascha Niwa (Unser Acker) und kam dort mit führenden Persönlichkeiten der belarussischen Wiedergeburtsbewegung in Kontakt.
1913 veröffentlichte er seine ersten Erzählungen. Beim Ausbruch des Ersten Weltkrieges wurde Harezki eingezogen, an die ostpreußische Front geschickt und am 25. Oktober 1914 bei Stallupönen schwer verwundet. 1917 wurde er krankheitshalber demobilisiert. Kurz darauf nahm er in Smolensk ein Studium am Archäologischen Institut auf.
1919 schloss Harezki sich der Redaktion der Zeitschrift Swesda (Stern) in Minsk an, mit der er kurze Zeit später nach Wilna übersiedelte. Die polnische Besetzung der Stadt hielt ihn dort für vier Jahre fest, in denen er sich als Lehrer durchschlug. Er verfasste ein belarussisch-russisches Wörterbuch und veröffentlichte 1921 die erste Literaturgeschichte seiner Heimat in belarussischer Sprache. 1922 folgte ein Lesebuch der weißrussischen Literatur, das in zahlreichen Auflagen immer wieder nachgedruckt wurde. Den Polen war er doppelt missliebig: politisch, als vermeintlicher „bolschewistischer Agent“, und national, als Herausgeber belarussischer Zeitschriften. So wurde er 1922 verhaftet und in Wilna inhaftiert. Schließlich konnte er nach Minsk zurückkehren, wo er zunächst als Dozent und Lehrer arbeitete und später eine Stelle am belarussischen Kulturinstitut annahm.
Harezki war ein glühender Patriot. „Die polnischen wie die russischen Besatzer seines Landes verfolgten ihn bis zum Ende seiner Tage.“
„Früher als andere erkannte Maxim Harezki die ganze Grausamkeit des Regimes, das die Ernten der weissrussischen Bauern beschlagnahmte, während die Verfechter der weissrussischen Wiedergeburt im Rahmen einer rücksichtslosen Russifizierung als «Reaktionäre» gebrandmarkt wurden.“ Im Juli 1930 ließ Stalin Harezki im Zuge der „Ausschaltung“ der belarussischen Intelligenzija verhaften. 1931 wurde er zu fünf Jahren Verbannung in Wjatka verurteilt, wo er als Bautechniker arbeitete.
Am 4. November 1937 wurde Maxim Harezki im Zuge des Großen stalinistischen Terrors unter falschen Anschuldigungen ein weiteres Mal verhaftet und im Folgejahr erschossen.

## Belletristisches Werk

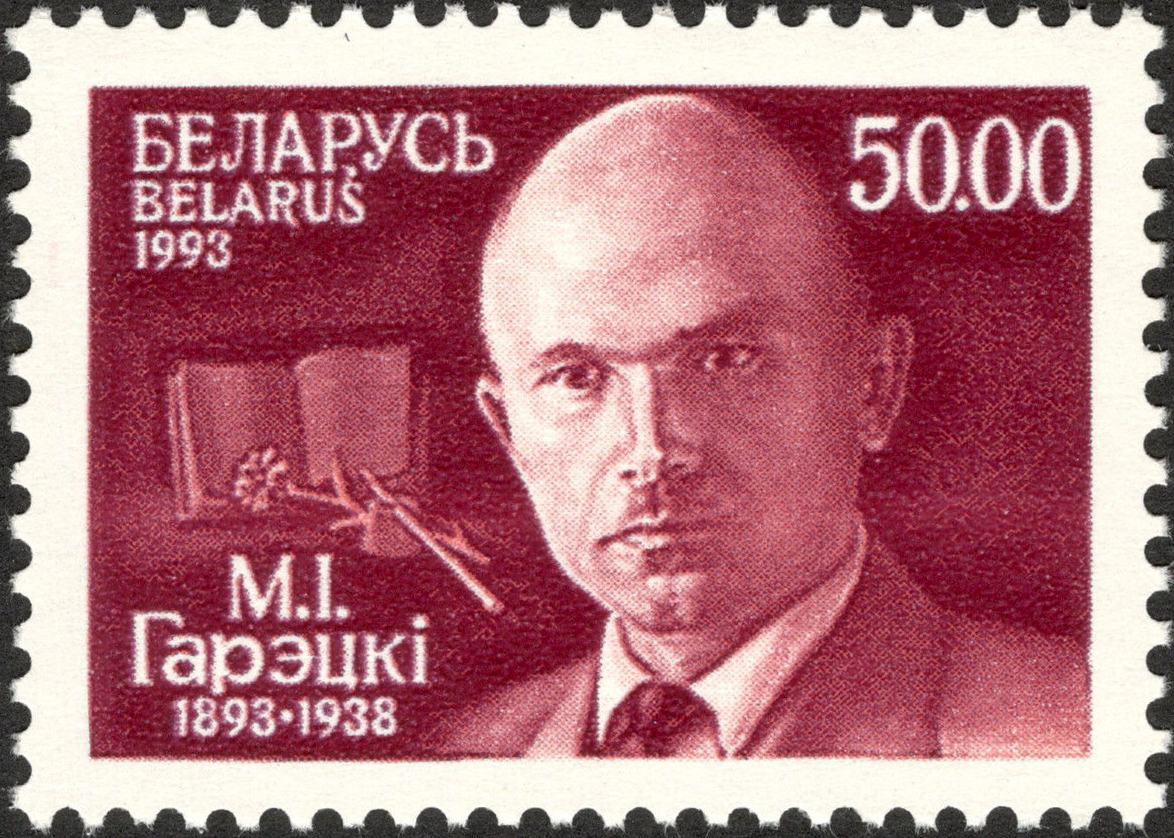
Belarussische Gedenkbriefmarke (1993)

Maxim Harezki schrieb zahlreiche Novellen und Erzählungen. Sein Hauptwerk ist der 1919 im damals polnischen Wilna zunächst in Fortsetzungen in einer Zeitung, dann als Buch erschienene Roman Zwei Seelen. Er erzählt die Geschichte des jungen Gutsherrensohnes und Halbwaisen Ihnat Abdsiralowitsch, der in den Ersten Weltkrieg zieht und dann in die Wirren der Februarrevolution, der Oktoberrevolution und des Bürgerkrieges gerät. „In seiner Brust wohnen die sprichwörtlichen «zwei Seelen». … Anders als sein Milchbruder Wassil, der sich schnell auf die Seite der Bolschewisten stellt, bleibt Ihnat zerrissen zwischen adeliger Geburt und Volksnähe, «Roten» und «Weissen», dem «Vaterland» Russland und der weissrussischen Wiedergeburt.“ Harezkis „epochaler Roman“ (Judith Leister) schildert (auch) die Welt des belarussischen bäuerlichen Lebens, die nur ein Jahrzehnt später, im Terror der „Entkulakisierung“, für immer unterging.
Maxim Harezkis Werk wird in Belarus bis heute in Ehren gehalten.

## Schriften
In deutscher Übersetzung sind erschienen:
- Heimische Wurzeln (Erzählung, 1913; Deutsch von Wladimir Tschepego und Norbert Randow. Abgedruckt in: Die junge Eiche. Klassische belorussische Erzählungen. Reclam-Verlag, Leipzig 1987)
- Birkenteer (Erzählung, 1915; Deutsch von Norbert Randow. Abgedruckt in: Störche über den Sümpfen. Belorussische Erzähler. Verlag Volk und Welt, Berlin 1971)
- Das litauische Gehöft (Erzählung, 1915; Deutsch von Norbert Randow. Abgedruckt in: Störche über den Sümpfen, wie oben)
- Das Nönnlein (Erzählung, 1915; Deutsch von Iris Lorenz. Abgedruckt in: Die junge Eiche, wie oben)
- Ein Russe (Erzählung 1915; Deutsch von Igor Tschepego und Norbert Randow. Abgedruckt in: Die junge Eiche, wie oben)
- Der Russe (Erzählung 1915; Deutsch von Thomas Weiler. Abgedruckt in: Literatur und Kritik, 481/482, März 2014)
- Zwei Seelen (Roman, 1919; dt. von Norbert Randow, Gundula und Wladimir Tschepego, Guggolz Verlag, Berlin 2014, ISBN 978-3-945370-01-8)
- Morgendämmerungen (Erzählung 1926; Deutsch von Ferdinand Neureiter. Abgedruckt in: Weissrussische Anthologie. Sagner, München 1983)
- Der Eid (Erzählung, 1926; Deutsch von Norbert Randow. Abgedruckt in: Störche über den Sümpfen, wie oben)